# Arya (nome)
Arya è un nome proprio di persona maschile e femminile usato in diverse lingue diffuse nell'Asia meridionale.

## Origine e diffusione
Deriva da un'antica radice indoiranica col significato di "nobile", "ariano".
In lingua hindi il nome è usato per entrambi i sessi, scritto al maschile आर्य e al femminile आर्या (una differenza che va persa nella traslitterazione); lo stesso vale per la lingua malayalam (rispettivamente ആര്യ e ആര്യാ). In persiano, invece, dove è scritto آریا, viene usato solo al maschile.

## Onomastico
L'onomastico può essere festeggiato il primo di novembre, festa di Ognissanti, non essendovi santi con questo nome che è quindi adespota.

## Il nome nelle arti
- Arya Stark è un personaggio dei romanzi della serie Cronache del ghiaccio e del fuoco, scritta da George R. R. Martin, e della serie televesiva da essa tratta Il Trono di Spade.
- Aria Montgomery è un personaggio della serie televisiva Pretty Little Liars.
- Arya Dröttningu è un personaggio dei romanzi della serie Eragon scritta da Christopher Paolini e del film omonimo